# Benton County, Missouri
Benton County är ett administrativt område i delstaten Missouri, USA, med 19 056 invånare. Den administrativa huvudorten (county seat) är Warsaw.

## Geografi
Enligt United States Census Bureau har countyt en total area på 1 948 km². 1 827 km² av den arean är land och 122 km² är vatten.

### Angränsande countyn
- Pettis County - nord
- Morgan County - nordost
- Camden County - sydost
- Hickory County - syd
- St. Clair County - sydväst
- Henry County - väst

### Orter
- Cole Camp
- Lincoln
- Warsaw (huvudort)